# Zec de Labrieville
Pour les articles homonymes, voir Labrieville (homonymie).
La zec de Labrieville est une zone d'exploitation contrôlée (zec) située dans le Lac-au-Brochet (territoire non organisé), dans la municipalité régionale de comté (MRC) La Haute-Côte-Nord, dans la région administrative de la Côte-Nord, au Québec, au Canada. La zec de Labrielle existe depuis 1984.

## Géographie
La zec de Labrieville est située à 84 km au nord de Forestville, sur la Côte-Nord du fleuve Saint-Laurent. La zec se trouve sur le territoire de la dernière coupe de bois de la compagnie Anglo-Pulp, devenue Reed Paper, puis Deshawa au temps où le bois était transporté par la rivière Sault-aux-Cochons. Le bois partait du lac Sault-aux-Cochons pour se rendre par flottaison jusque dans le fleuve Saint-Laurent.
Au nord-ouest du territoire, le réservoir Pipmuacan alimente les centrales Bersimis 1 et Bersimis 2. Les lacs McKinley et aux-Perles forment la limite ouest de la zec. Le lac Wawealton constitue la limite est, tandis que les lacs Joncas, Potvin, de la Vallée, Lucien et Allard forment la limite nord.
Les principaux lacs de la zec sont : Abbot, Allard, André, Aux clams, Barnette, Bernier, Bourque, Brigitte, Brillon, Campaigne, Carter, Clark, Cooke, De l’Épinoche, De la Butte, De la Vallée, Deguise, Du Barbu, Du Lotus, Dufresne, Dupuis, Fillion, Francine, François, Fred, Gisèle, Goeffrion, Hébert, Henderson, Hickie, Isidore, Joe, Joncas, Juliette, Labossière, Latreuille, Lauzon, Lave, Lucien, Lyla, Marshall, Marteau, McQueen, Mikita (lac René), Mins, Moore, Petit lac aux Clams, Petit lac Isidore, Pico, Pigot, Potvin, Quiache, Read, Rousseau, Simpson, Tom, Wapouche, Willow et XX.
La zec de Labrieville couvre une superficie de 427 km2. L'on dénombre 324 lacs dont plus de 150 sont accessibles et dont 200 exploitées pour la pêche sportive. La zec compte 24 rivières dont six sont exploitées pour la pêche.
Le trajet pour parvenir au seul poste d'accès de la zec de Labrieville est via la route 385, où il faut parcourir 84 km à partir de Forestville, sur une route asphaltée. Le poste d'accueil est situé immédiatement après un poste d'Hydro-Québec.
La zec offre sur son territoire un service de chalet (en location) au camp no. 3 et des sites de campings rustiques.

## Toponymie
Trois toponymes "Labrieville" désignent des lieux dans le territoire non organisé du Lac-au-Brochet, dans la municipalité régionale de comté La Haute-Côte-Nord: Labrieville (lieu-dit), zec de Labrieville et Labrieville-Sud (lieu-dit).
Le toponyme "Zec de Labrieville" a été officialisé le 5 août 1982 à la Banque des noms de lieux de la Commission de toponymie du Québec.

## Chasse et pêche
Les réservoir artificiels créés par les centrales Bersimis 1 et Bersimis 2 créent des plans d'eau dont les conditions sont favorables à la pêche sportive au grand brochet. Les pêcheurs peuvent aussi s'adonner à taquiner la truite mouchetée et la truite grise sur les lacs Sault-aux-Cochons et Kacuscanus, à proximité de la zec. La centrale hydro-électrique Centrale Bersimis-1 se situe juste en face du poste d'accueil. Et la scierie Produits Forestiers Labrieville inc est située tout près. Les poissons contingentés sont: le touladi, l'omble de fontaine et la perchaude.
Concernant les activités de chasse sur le territoire, les gibiers contingentés sont: orignal, ours noir, gélinotte, tétras et lièvre.